# Elecciones parciales de Singapur de 1957
Las elecciones parciales de Singapur de 1957 se realizaron el 29 de junio del mencionado año con el objetivo de renovar los escaños de la Asamblea Legislativa correspondientes a las circunscripciones de Cairnhill y Tanjong Pagar. El día de la nominación fue el 18 de mayo, dando lugar a una campaña larga de más de un mes de duración.
El motivo de las elecciones parciales fue la dimisión de David Saul Marshall, primer jefe de gobierno electo singapurense, luego del fracaso de las conversaciones con los británicos para lograr el autogobierno total de la colonia. Tras renunciar al cargo de jefe de gobierno, Marshall renunció también como asambleísta por su partido, el Frente Laborista, y desafió al líder de la oposición Lee Kuan Yew, del Partido de Acción Popular (PAP), a renunciar también a su escaño y tratar de recuperarlo. Lee aceptó el desafío.
Fueron los últimos comicios en territorio singapurense en los que el voto no fue obligatorio, y la participación fue muy baja. Lee retuvo con éxito el escaño por aplastante margen, mientras que el Frente Laborista fue derrotado por el recién fundado Partido Liberal Socialista (LSP). Por sí solo, e incluso aunque el LSP presentó dos candidaturas, Lee Kuan Yew recibió más votos que cualquier otro partido en toda la elección parcial. Solo un candidato, el independiente Mirza Abdul Majid, perdió su depósito.

## Resultado
|  | 40.28 % |

|  | 22.03 % |

|  | 19.23 % |

|  | 16.90 % |

|  | 1.56 % |

|  | 98.74 % |

|  | 1.26 % |

|  | 68.13 % |

|  | 19.03 % |

|  | 12.84 % |

|  | 99.91 % |

|  | 1.09 % |